# Karlsborgs artilleriregemente
Karlsborgs artilleriregemente (A 9)  var ett artilleriförband inom svenska armén som verkade i olika former åren 1920–1937. Förbandsledningen var förlagd i Karlsborgs garnison i Karlsborg.

## Historik

### Bildandet
Karlsborgs artilleriregemente har sitt ursprung ur Boden-Karlsborgs artilleriregemente (A 8), vilket delades i två delar den 1 januari 1920, Bodens artilleriregemente (A 8) och Karlsborgs artillerikår (A 10). År 1921 genomfördes de första försöken med luftvärn inom armén. Genom försvarsbeslutet 1925 fastslogs det att belysningsformationerna samt luftvärnsartilleriet skulle överföras till artilleriet från ingenjörtrupperna, samt att Karlsborgs artillerikår därigenom skulle bilda ett luftvärnsartilleriregemente.
Från den 1 januari 1928 omorganiserades artillerikåren till artilleriregemente. Därmed antogs det nya namnet Karlsborgs artilleriregemente (A 9). Regementet övertog därmed beteckningen från Positionsartilleriregementet som sammanslogs med Smålands artilleriregemente (A 6).

### Pionjären
Karlsborgs artilleriregemente blev inte bara ett ledande förband inom utvecklingen av svenskt luftvärn, utan även det förband som samtliga svenska luftvärnsförband utvecklades ifrån. Den 1 juli 1937 fick luftvärnet en självständig ställning inom artilleriet. Därmed omorganiserades Karlsborgs artilleriregemente till luftvärnsregemente med namnet Karlsborgs luftvärnsregemente.

## Förläggningar och övningsplatser
Karlsborgs artilleriregemente var förlagda i slutvärnet vid Karlsborgs fästning. Förläggningen övertogs av Karlsborgs luftvärnsregemente. År 1961 övertogs förläggningen inom fästningen av Göta signalregemente (S 2). Sedan 1984 är Livregementets husarer (K 3) förlagda till fästningen.

## Heraldik och traditioner
Den 16 juni 1938 mottog regementet på Ladugårdsgärdet av kung Gustav V på dennes 80-årsdag ett förbandsstandar. Förbandsstandaren fördes vidare av Karlsborgs luftvärnsregemente fram till att det avvecklades 1961. Förbandsstandaren fördes fram till 1984 av Göta signalregemente (S 2). Den 8 oktober 1984 fördes förbandsstandaren av Luftvärnsskjutskolan (LvSS). Sedan den 1 juli 2000 bevaras minnet av Karlsborgs luftvärnsregemente av Luftvärnsregementet (Lv 6).

## Förbandschefer
Kår- och regementschefer verksamma under åren 1920–1937:
| - 1920–1925: Bernhard Andrén - 1925–1933: Nils Ekelöf | - 1933–1937: Jacques de Laval |

## Namn, beteckning och förläggningsort
| Kungl. Karlsborgs artillerikår       | 1920-01-01 | – | 1927-12-31 |
| Kungl. Karlsborgs artilleriregemente | 1928-01-01 | – | 1937-06-30 |

| A 10 | 1920-01-01 | – | 1927-12-31 |
| A 9  | 1928-01-01 | – | 1937-06-30 |

| Karlsborgs garnison (F) | 1920-01-01 | – | 1937-06-30 |

## Galleri

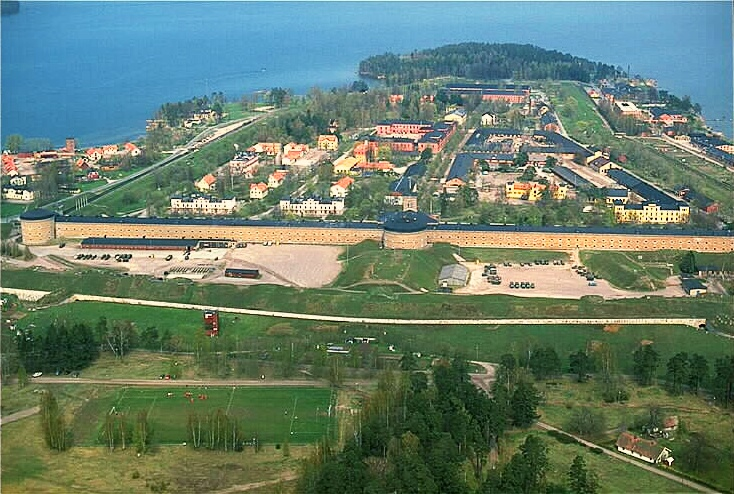
Slutvärnet vid Karlsborgs fästning
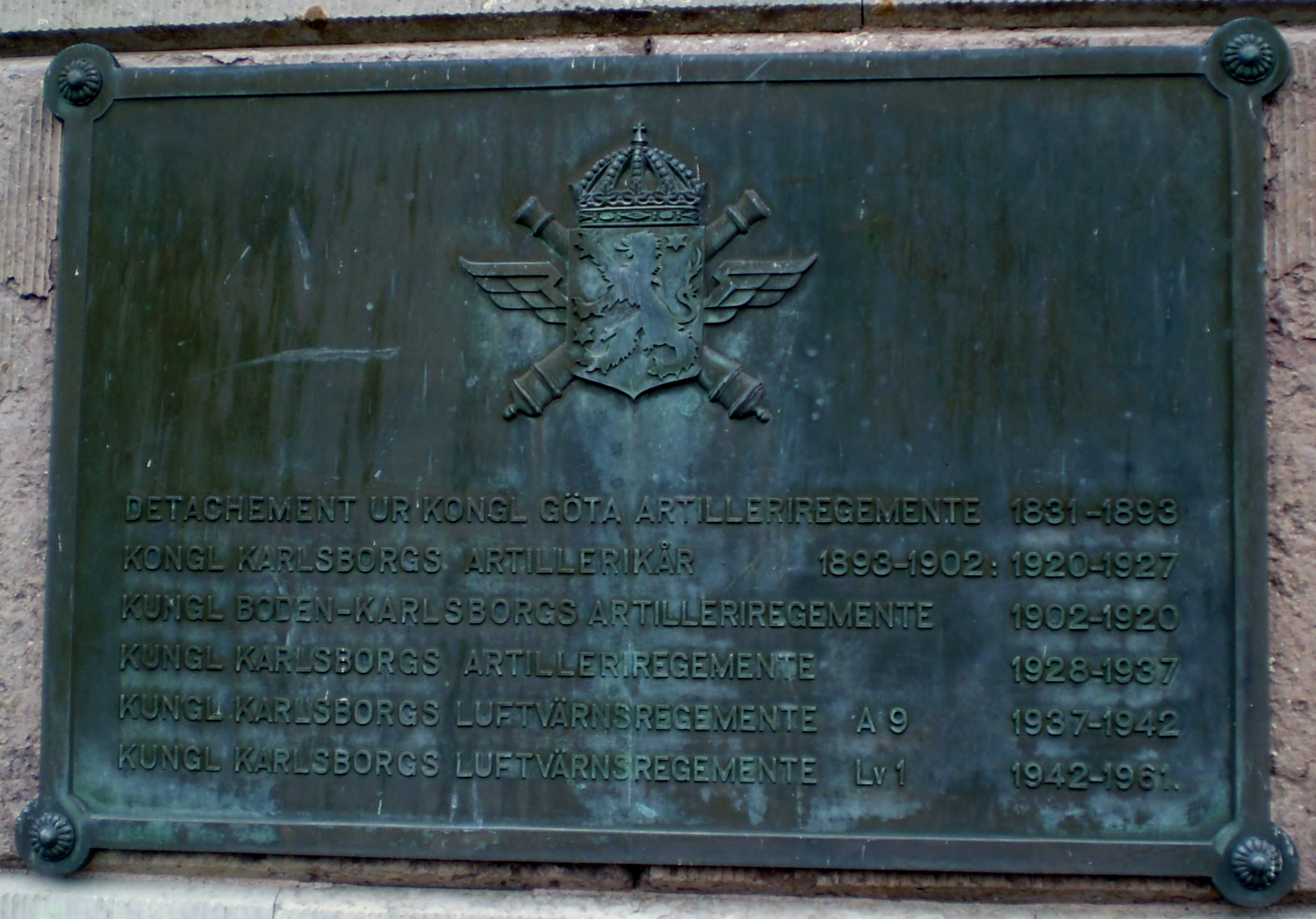
Minnestavla på Fästningskyrkan över A 10, A 9 och Lv 1.
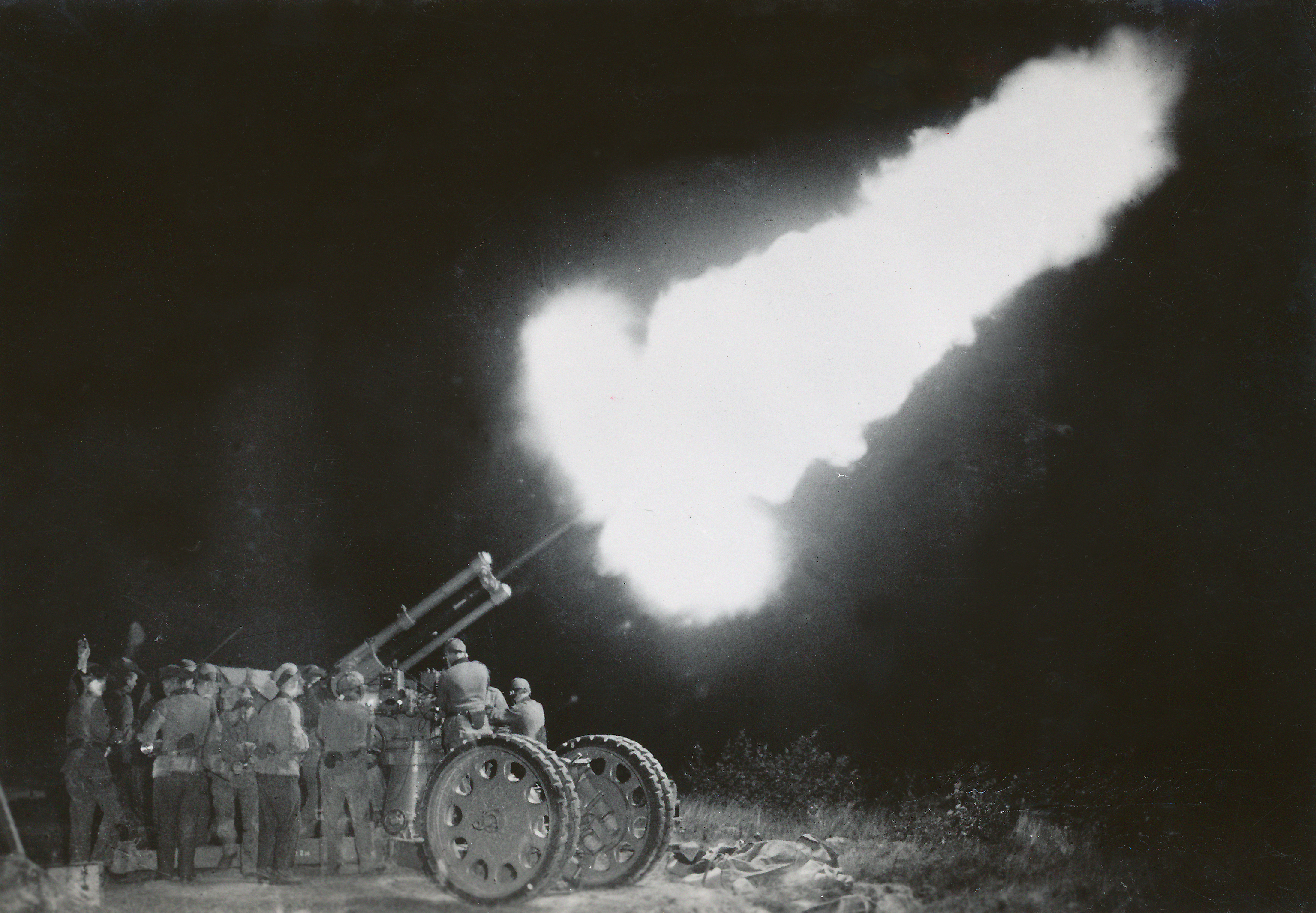
Nattskjutning 1934 A 9 Karlsborg med lvkanon m/30 mot bogserat mål med belysning av fyra strålkastare.
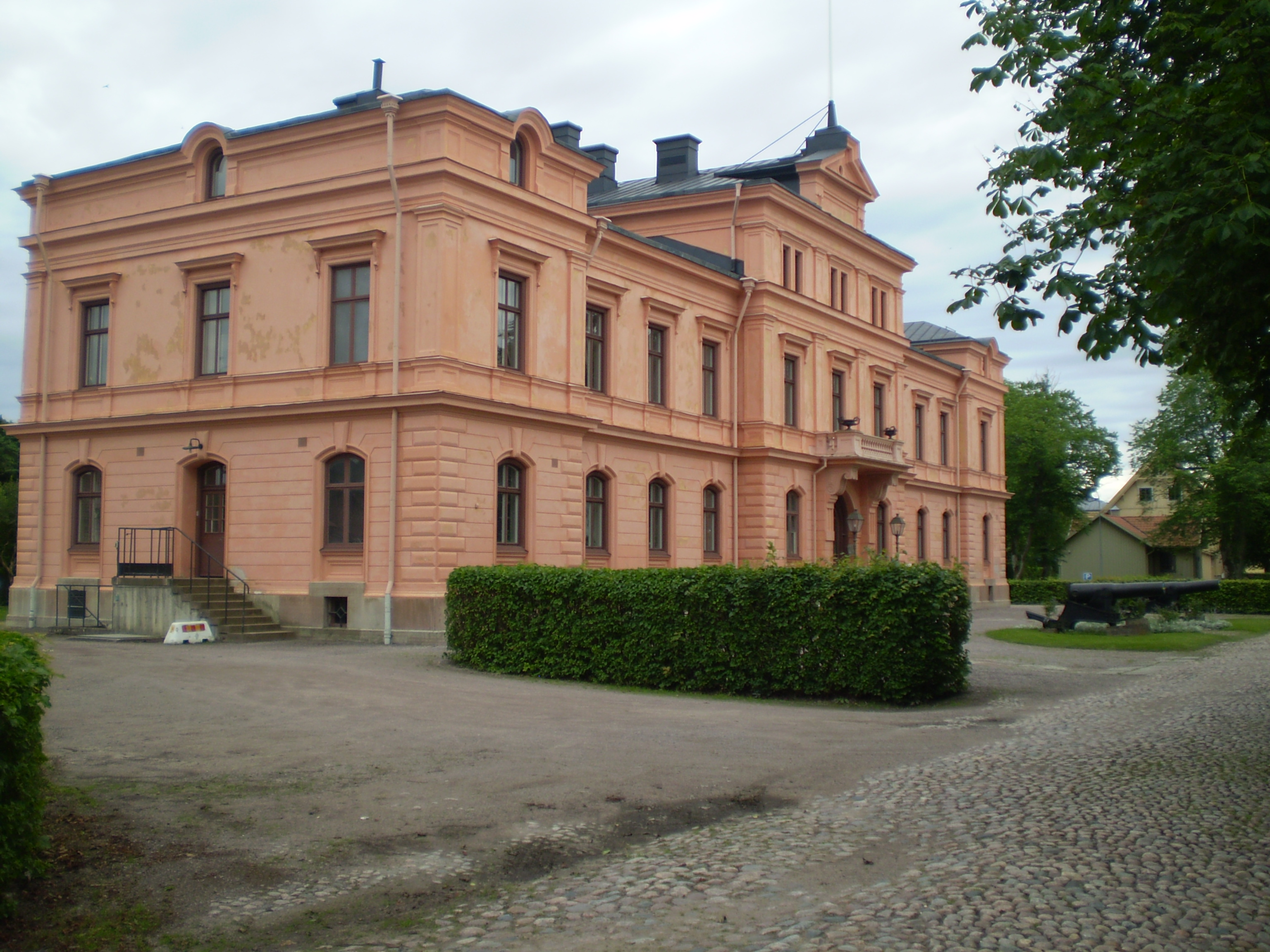
Officersmässen vid Karlsborgs fästning.